# رابرت کربر
رابرت کربر (به انگلیسی: Robert Kerber) (زادهٔ ۱۱ ژوئن ۱۹۱۳) شناگر اهل ایالات متحده آمریکا است.